# .cym
‎.cym‏ یک دامنه سطح‌بالای کد کشوری است که امکان دارد سرانجام به جزایر کیمن (به انگلیسی: Cayman Islands) اختصاص داده شود. دامنه سطح‌بالای  ابتدایی استفاده شده برای جزایر کیمن .ky می‌باشد.